# إسينشل فون
إسينشل فون (بالإنجليزية: Essential Phone أو PH-1) هو جوال بنظام أندرويد قام بتصميمه أندرو روبين وهو أحد مؤسسي نظام أندرويد ويتم تصنيعه وتطويره وتسويقه بواسطة إسينشل برودكتز. تم الإعلان عن الهاتف الجوال في 30 مايو 2017 وصدر في 17 أغسطس عام 2017.

## نظام التشغيل
يعمل إسينشل فون بنظام أندرويد دون تعديلات. ويملك نظام إقلاع غير مُقفل (unlocked bootloader) مما يسمح لمجتمع المطورين بتطويع الجهاز وتعديله وتخصيصة لما يريديون. نشر روبين في المدونة مقال في 16 أغسطس عام 2017 يقطع فيه وعداً بعامين من التحديثات وثلاث سنوات من الترقيعات الأمنية الشهرية للنظام.